# أندي ورثينجتون
أندي ورثينجتون (بالإنجليزية: Andy Worthington) هو مؤرخ بريطاني، ومحقق صحفي ومخرج. له ثلاثة كتب منشورة نشرت في العديد من المنشورات، في عام 2009 كان ورثينجتون المخرج المساعد لفيلم وثائقي عن المعتقلين في غوانتنامو. وهو من أكثر المساهمين في هافينغتون بوست.
أشهر كتب ورثينجتون هو كتاب ملفات غوانتانامو: قصص 774 معتقل خارج نطاق القانون في أميركا.
نشر الكتاب في أكتوبر 2007، وقام بنشر عدة مقالات استكمالًا للمعلومات الواردة في كتابه، ولمتابعة التطورات الجديدة.
شارك في إخراج فيلم وثائقي بعنوان: قصص من غوانتانامو، 75 دقيقة. الفيلم يركز على قضايا المواطنين البريطانيين مثل: معظم بيغ وعمر دغايس وشاكر عامر.
تُنشر مقالات ورثينجتون فينيويورك تايمز، والجارديان، وهافينغتون بوست، وألترنت، وزي نت، ومنظمة العفو الدولية، وشبكة الجزيرة القطرية. وقد ظهر على شاشة القناة الإيرانية برس تي في.
في 16 يونيو 2009، كشف ورثينجتون عن معلومات جديدة عن وفاة ابن الشيخ الليبي، ووصف طرق التعذيب المستخدمة من قبل المحققين.

## وصلات خارجية
- الموقع الرسمي
- اندي ورثينجتون في هافينغتون بوست
- اندي ورثينجتون في guardian.co.uk